# Протопападакис, Петрос
Петрос Протопападакис (греч.  Πέτρος Πρωτοπαπαδάκης; 1 января 1860, Наксос — 15 ноября 1922, Афины) — греческий политик и премьер-министр Греции в 1922 году. Один из приговорённых к смерти после Процесса шести в октябре 1922 года.

## Биография
Родился в январе 1860 года в селе Апирантос острова Наксос. В 1878 году окончил гимназию на острове Сирос. Получил отличие за работу «Что такое наука и что такое наивысшая из наук». В том же году поступил в Афинский университет на физико-математический факультет, но вскоре переехал в Париж, чтобы учиться астрономии. В конечном итоге учился математике и инженерному делу. Работая инженером, нажил большое для его времени состояние. Среди построенных им зданий числятся дворец Михаила Меласа и старый почтамт Афин. Принял также участие в строительстве Коринфского канала.

Преподавал в Военном училище эвэлпидов и в Морской академии. В 1899 году был назначен профессором в Афинский политехнический университет. Был впервые избран депутатом парламента в 1902 году, с партией Теодора Дилиянниса и примкнул к, так называемой, парламентской «группе японцев» и был в её руководстве. Однако принятие им правительственных должностей в правительстве Георгиоса Теотокиса и Димитриоса Гунариса нейтрализовало эту группу, которая со временем распалась.
Был соучредителем и одним из руководителей промонархистской «Народной партии», в которой оставался до конца своей политической карьеры. В правительствах Калогеропулоса и Гунариса (1921—1922) был министром продовольствия и финансов.

## Малая Азия
В 1919 году, по мандату Антанты, греческая армия заняла западное побережье Малой Азии. В дальнейшем Севрский мирный договор 1920 года закрепил контроль региона за Грецией, с перспективой решения судьбы региона через 5 лет, на референдуме населения:16.
Завязавшиеся здесь бои с кемалистами стали приобретать характер войны, которую греческая армия была вынуждена вести уже в одиночку.
Из союзников, Италия, с самого начала поддерживала кемалистов, Франция, решая свои задачи, стала также оказывать им поддержку. Но греческая армия прочно удерживала свои позиции. Геополитическая ситуация изменилась коренным образом и стала роковой для греческого населения Малой Азии после парламентских выборов в Греции, в ноябре 1920 года. Под лозунгом «мы вернём наших парней домой» и получив поддержку, значительного в тот период, мусульманского населения, на выборах победили монархисты. Возвращение в Грецию германофила короля Константина освободило союзников от обязательств по отношению к Греции.
Уинстон Черчилль, в своей работе «Aftermath» (стр. 387—388) писал: «Возвращение Константина расторгло все союзные связи с Грецией и аннулировало все обязательства, кроме юридических. С Венизелосом мы приняли много обязательств. Но с Константином, никаких. Действительно, когда прошло первое удивление, чувство облегчения стало явным в руководящих кругах. Не было более надобности следовать антитурецкой политике»:30.
25 января/7 февраля 1921 года правительство монархистов возглавил Н. Калогеропулос. Новый премьер-министр учился во Франции и считался франкофилом:39, но его поездка в Париж не обеспечила поддержки.
8/21 февраля состоялась конференция союзников в Лондоне.
Председательствующий Ллойд Джордж запросил информацию о обстановке на греческом фронте, о численности греческой армии, о возможности наступления вглубь Малой Азии, о возможностях Греции содержать эти силы только своими средствами.
Калогеропулос заявил, что располагает армией в 120 тысяч штыков и что если Греция получит мандат на установление порядка, то сумеет сделать это в течение 3-х месяцев.
Французский премьер Бриан заявил, что не разделяет этого оптимизма. Французский генерал Гуро заявил, что греки могут послать на передовую не более 60 тысяч солдат, которые должны пройти 600 км маршем из Смирны. Гуро заявил, что для принуждения к миру в Малой Азии необходимо иметь 27 дивизий, но у греков было всего 9 дивизий:39.
По прибытии турецких делегаций (султана и Кемаля), союзники, подписавшие Севрский мир, превратили конфронтацию Антанты — Турции в конфронтацию греков — Турции. Как пишет греческий историк Д. Фотиадис «из союзников они преобразились в арбитров»:42.
28 февраля/10 марта 1921 года было подписано предварительное франко-турецкое соглашение, что позволило туркам перебросить силы на греческий фронт:31.
Итальянцы покинули Атталию, оставив Кемалю весь свой арсенал и снабжение:32.
Не находя дипломатического решения в вопросе с греческим населением Ионии, в совсем иной геополитической обстановке, монархисты продолжили войну.
Греческая армия предприняла «Весеннее наступление» 1921 года, ставшее первой попыткой разбить регулярную армию Кемаля, одержала ряд тактических побед, но полного разгрома турок не достигла.
После этой неудачи Калогеропулос, осознавая свою ответственность, подал в отставку 22 марта/4 апреля 1921 года.
Правительство возглавил Гунарис.
Петрос Протопападакис принял министерство финансов и (временно) министерство продовольствия:48.

## Министр финансов
Правительство Гуанариса стояло перед той же дилеммой. Радикальным решением было оставить, после переговоров, Ионию, чтобы спасти Восточную Фракию. Вторым решением было собрать войска вокруг Смирны. Но ненависть Гунариса против Венизелоса делала его более тщеславным, нежели он был в действительности. Если Венизелос был создателем «Великой Греции», то Гунарис должен был остаться в истории создателем «Величайшей Греции».
Гунарис решил просить у свободной греческой нации, насчитывавшей тогда немногим более 4 миллионов человек, людские и материальные ресурсы, превышавшие её возможности. Кроме трёх призывов, не успевших принять участие в «Весеннем наступлении», были мобилизованы ещё три старых призыва:49. Гунарис попытался воссоздать королевский военный штаб времён победоносных Балканских войн. Сам король Константин с 1915 года был болен и согласился играть в Малой Азии только символическую роль. Дусманис согласился служить в штабе. Труднее было убедить Метаксаса, считавшегося самым способным штабным офицером.
Встреча состоялась в доме Протопападакиса 29 марта/11 апреля. Протопападакис обратился к Метаксасу: «Народ боится, что мы проиграем эту экспедицию, что мы не можем победить военным путём. Если ты примешь обязанности, вернётся уверенность в победе». Метаксас ответил, что он не намерен обманывать народ.
Продолжил Гунарис: «Предположим, что мы совершили ошибки, предположим что мы влипли. Что делать? Мы не можем изменить политику. Мы обязаны продолжить войну до конца, даже если мы рискуем катастрофой. Сейчас мы должны победить». На что Метаксас ответил: «О том и речь. Мы не можем победить»:51.
Греческая армия предприняла «Большое летнее наступление» 1921 года, нанесла туркам поражение в самом большом сражении войны при Афьонкарахисаре-Эскишехире, но стратегический разгром кемалистов не состоялся. Турки отошли к Анкаре и правительство монархистов вновь встало перед дилеммой: что делать дальше:55-58.
Правительство торопилось закончить войну и, не прислушиваясь к голосам сторонников оборонной позиции, приняло решение наступать далее. После месячной подготовки, которая и туркам дала возможность подготовить свою линию обороны, семь греческих дивизий форсировали реку Сакарья и пошли на восток. Греческая армия не смогла взять Анкару и в порядке отошла назад за Сакарью. Как писал греческий историк Д. Фотиадис «тактически мы победили, стратегически мы проиграли»:115.
Монархистское правительство удвоило подконтрольную ему территорию в Азии, но возможностями для дальнейшего наступления не располагало. Одновременно, не решив вопрос с греческим населением региона, правительство не решалось эвакуировать армию из Малой Азии. Фронт застыл на год. Армия продолжала удерживать фронт «колоссальной протяжённости, по отношению к располагаемым силам», что согласно заявлению А. Мазаракиса, кроме политических ошибок, стало основной причиной последовавшей катастрофы:159. Растянутый фронт давал возможность Гунарису делать в парламенте заявления, что «Севрский мир присудил нам 16 тысяч квадратных км, в то время как сейчас мы контролируем 100 тысяч квадратных км».
Но денег на продолжение войны не было. Сразу после своего заявления, Гунарис отправился к бывшим союзникам, по выражению Д. Фотиадиса, с «подносом попрошайки». По иронии истории, в день прибытия Гунариса в Париж 7/20 октября 1921 года, Анри Франклин-Бульон подписал в Анкаре соглашение с Кемалем, ставшее «надгробным камнем Севрского мира». Бриан даже отказал Гунарису в праве греческого флота производить досмотр судов у берегов Малой Азии:160.
В Лондоне атмосфера была более дружелюбной. Ллойд Джордж просил Гунариса продолжать удерживать Бурсу. Д. Фотиадис пишет что это объяснялось тем, что удерживая этот регион, греческая армия прикрывала немногочисленные британские силы контролировавшие Черноморские проливы. Но займа британское правительство не предоставило, разрешив только Гунарису получить частный заём на бирже Лондона. Тот же Фотиадис пишет что Ллойд Джордж предоставил Гунарису «корзину, но пустую».
В отчаянии Гунарис посетил Рим. Эта поездка, как и ожидалось, была безрезультатной:161.
Гунарис 3 месяца бесцельно ездил по западноевропейским столицам, вновь вернулся в Лондон, где его уже не принимали, и униженный вернулся 21 февраля 1922 года в Афины. Все эти месяцы обязанности премьер-министра в Греции выполнял Петрос Протопападакис:164.
Международная обстановка была более чем очевидной. Франция и Италия из союзников Греции официально стали союзниками Кемаля. Англия стала постепенно отходить даже от моральной поддержки:163. Финансовый тупик и невозможность содержать армию уже тогда могли «привести к катастрофе, если бы не смелая инициатива Протопападакиса». Финансовые потребности страны не могли быть решены немедленно за счёт повышения налогов и пошлин. Для этого требовалось время. К тому же уже был напечатан большой объём ничем не покрытых банкнот.
Протопападакис предложил самый простой, оригинальный для истории мировых финансов, способ немедленного приобретения денег для казны. Все банкноты в обращении были рассечены на две части. Левая часть продолжала использоваться владельцем банкноты, но сохраняла только половину своего номинального значения. Правая половина, также имевшая половину номинального значения, использовалась для приобретения государственных облигаций. Так в один день, 24 марта 1922 года, греческое государство, которое, начиная с 1912 года, 10 лет находилось постоянно в войнах, получило полтора миллиарда драхм, что дало правительству возможность продолжить войну ещё несколько месяцев:167.

## Премьер министр
Всего лишь через 2 месяца после принудительного займа и в результате и глубокого политического кризиса. в мае 1922 года было сформировано новое правительство, в котором Петрос Протопападакис стал премьер-министром. Протопападакис включил в своё правительство как Гунариса, так и сторонников Николаоса Стратоса:354.
Правление монархистов завершилось поражением армии и резнёй и изгнанием коренного населения Ионии. Современный английский историк, Дуглас Дакин, винит в исходе войны греческое руководство, но не греческую армию, и считает, что даже в создавшихся неблагоприятных условиях, «как и при Ватерлоо, исход мог повернуться как в эту, так и в другую сторону»:357. Последовало антимонархистское восстание греческой армии 11 сентября 1922 года.
В октябре 1922 года, чрезвычайный военный трибунала, под председательством А. Отонеоса, приговорил к смерти на Процессе шести Димитриоса Гунариса, П. Протопападакиса, Николаоса Стратоса, Георгиоса Балтадзиса, Николаоса Теотокиса и Георгиоса Хадзианестиса:359:394.
Приговор был приведён в исполнение 15 ноября 1922 года.

## Сегодня
Сын Петроса Протопападакиса, Аристидис, стал депутатом парламента и министром во многих греческих правительствах. Внук, Михаил Протопападакис, был депутатом Европейского парламента. Внук своим обращением в 2008 году просил пересмотреть дело своего деда. Двумя годами позже, в 2010 году Петрос Протопападакис юридически был оправдан. В его честь, муниципалитет остров Наксос установил памятник на центральной площади на набережной города Наксос и дал также имя Протопападакиса прибрежному бульвару порта Наксоса.